# Floj
Floj är ett naturreservat som ligger i nära anslutning till fäboden Floj i Älvdalens kommun i Dalarnas län.
Området är naturskyddat sedan 2011 och är 181 hektar stort. Reservatet består av lågvuxen tallskog och våtområden.